# Тобајас Харис
Тобајас Џон Харис (енгл. Tobias John Harris; Ајслип, Њујорк, 15. јул 1992) амерички је кошаркаш. Игра на позицијама крила и крилног центра, а тренутно наступа за Детроит пистонсе.